# Oviraptoridae
Az Oviraptoridae a madárszerű maniraptora dinoszauruszok egyik családja. Jelenleg Mongóliából és Kínából ismert, de létezik egy publikálatlan, montanai beszámoló is. Ezek az állatok kisméretűek, többnyire 2 méter hosszúságúak voltak. Az első igazi oviraptoridák a késő kréta korban, a cenomani korszakban jelentek meg, bár a lehetséges oviraptorida, a Microvenator a kora kréta kor apti korszakából ismert. A család a maastrichti korszak végén kihalt.

## Anatómia

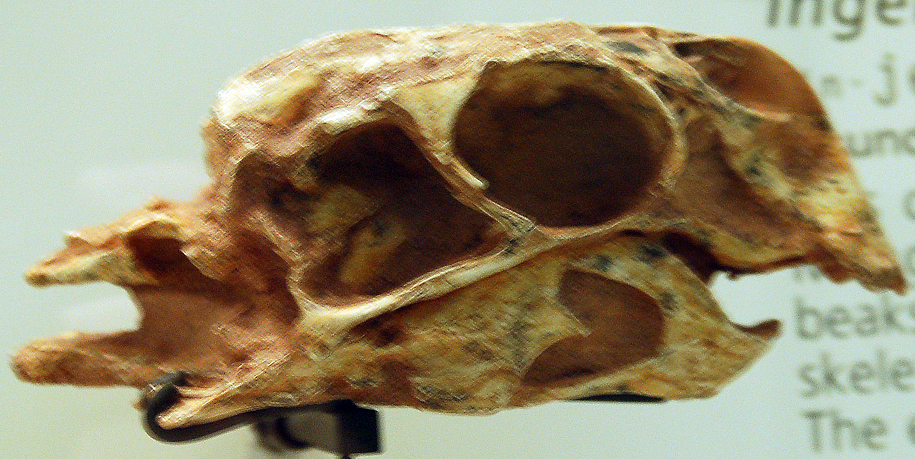
A Khaan fosszilis koponyája

A csoport legjellemzőbb tulajdonsága a koponya felépítése. Az oviraptoridák rövid pofával és nagyon mély állkapoccsal rendelkeztek. Egyes nemeknél (Oviraptor, Citipati, Rinchenia) a koponyatető középvonalán a kazuáréhoz hasonló fejdísz helyezkedett el. A további megkülönböztető jellemzők közé tartozik az állkapcson levő koponyaablakba (fenestrae) illeszkedő csonttüske, az igen magasan és az orrésztől távol elhelyezkedő orrlyukak, a szemek között levő rendkívül vékony csontos rúd és a nagymértékben pneumatizált (légvezetékkel ellátott) koponyacsontok. A rokonságukba tartozó caenagnathidákhoz hasonlóan az állcsontjaik fogak helyett csak két kis, a felső állcsontról kiálló csontos kinövést tartalmaztak.

## Osztályozás és fajok
Az Oviraptoridae családba az alábbi fajok tartoznak:
- A Gigantoraptor erlianensis a legnagyobb oviraptorida volt, 8 méteres hosszúságot ért el.
- Az Oviraptor philoceratops a késő kréta kori Mongóliából vált ismertté. Ez az 1924-ben felfedezett állat rendelkezett a leghosszabb pofával, a fején pedig valószínűleg egy nagy tarajt viselt. A legtöbb róla készült illusztráció a Citipati sp. alapján készült.
- A Rinchenia mongoliensis korábban Oviraptor mongoliensis néven volt ismert. Szintén a késő kréta kori Mongóliában élt, és a feje közepén egy nagyon magas taraj helyezkedett el.
- A Nemegtomaia barsboldi, eredeti nevén Nemegtia, amely egy időben az „Ingeniához” tartozott, valószínűleg a Citipati rokona, és egy kitűnő állapotban levő koponya fosszília alapján ismert.
- A Citipati osmolskae-t több alaposan tanulmányozott példány alapján nevezték el, melyek között fészkelő felnőttek, tojások és embriók is találhatók. Egy előre irányuló tarajjal rendelkezett, emellett pedig az Oviraptorral megegyező helyen és időben élt.[1]
- A Citipati sp., egy újabb, az 1980-as években felfedezett, és a Citipati nemhez kapcsolt példány, melyet korábban Oviraptornak hittek. Előrefelé lejtő, a kazuáréhoz hasonló tarajt viselt.[1]
- A Conchoraptor gracilis a csoport egy kisméretű, taraj nélküli, vékony második lábujjal rendelkező képviselője. Sok példányt kapcsoltak hozzá, de még nem készült olyan részletes tanulmány, ami ezek érvényességét vizsgálta volna.
- A Khaan mckennai a Conchoraptorra hasonlított, de a harmadik ujja kisebbé vált. A Citipati mellett élt.
- Az „Ingenia” yanshinihoz sok olyan leletet kapcsoltak, ami valószínűleg nem hozzá tartozik. A Conchoraptor kortársa volt, és a maradványaik szétválasztásához további tanulmányok szükségesek. Az „Ingenia” kezét a nagy első ujj, valamint a megkisebbedett második és harmadik ujj teszi egyedivé. Az „Ingenia” foglalt névnek számít, ezért a közeljövőben le fogják cserélni.
- A Heyuannia huangi az elsőként elnevezett kínai oviraptorida, és nagyon hasonlít az „Ingeniára”, de a több keresztcsonti csigolya és a csuklóval összeforrt első ujj megkülönbözteti a két nemet egymástól.

A további lehetséges oviraptoridák közé tartozik a Nomingia gobienisis, a Shixinggia oblita és a korai Microvenator celer. Mindhármat oviraptoridának, caenagnathidának vagy a két csoportnál kezdetlegesebbnek tartják.

### Taxonómia

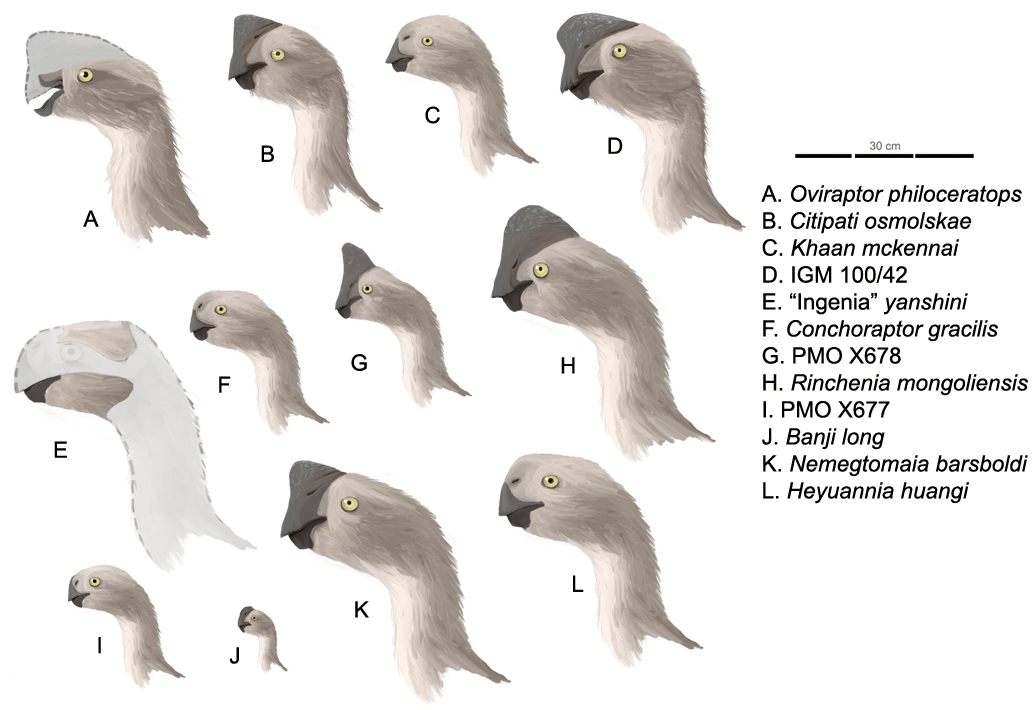
Oviraptorina fejek

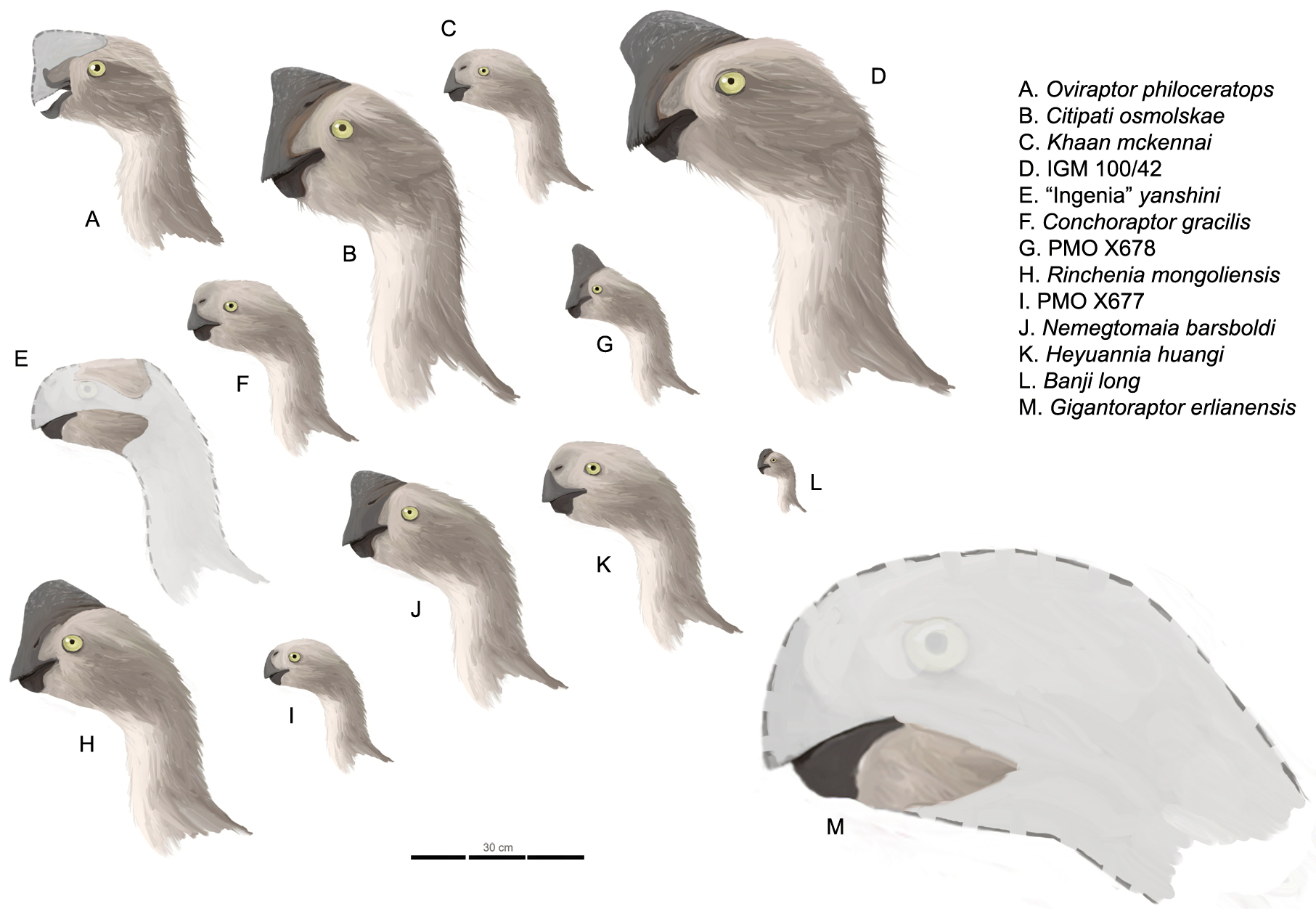
Ingeniina fejek

Oviraptorosauria
- Caenagnathoidea öregcsalád
  - Oviraptoridae család
    - Gigantoraptor
    - Luoyanggia
    - Microvenator
    - ?Nomingia
    - Shixinggia
    - Oviraptorinae alcsalád
      - Oviraptor
      - Rinchenia
      - Nemegtomaia
      - Citipati

    - Ingeniinae alcsalád
      - Heyuannia
      - "Ingenia"
      - Conchoraptor
      - Khaan

## Ősbiológia

### Táplálkozás
E dinoszauruszok étkezési szokásai nem teljesen ismertek, de némelyikük kis gerincesekkel táplálkozott. Erre bizonyítékkal szolgál egy Oviraptor testüregében megőrződött gyík csontváza és egy Citipati fészkében talált két Byronosaurus fióka koponyája. Egyes tudósok szerint, némelyik oviraptorida étrendjében növényi anyagok és puhatestűek is szerepeltek.[forrás?]
Az oviraptoridákat eredetileg tojásrablónak hitték, mivel egy Mongóliában felfedezett Oviraptor egy olyan fészek felett helyezkedett el, amit tévesen a Protoceratopsénak tulajdonítottak. Az 1990-es évek felfedezései, köztük a hasonló típusú fészkek és egy, a korábbi fészekben levőkhöz hasonló tojásban megtalált Citipati embrió megmutatták, hogy a „tojásra specializálódott rabló” elmélet hibás volt, habár lehetséges, hogy az oviraptoridák mindenevőként tojást is fogyasztottak.

### Szaporodás

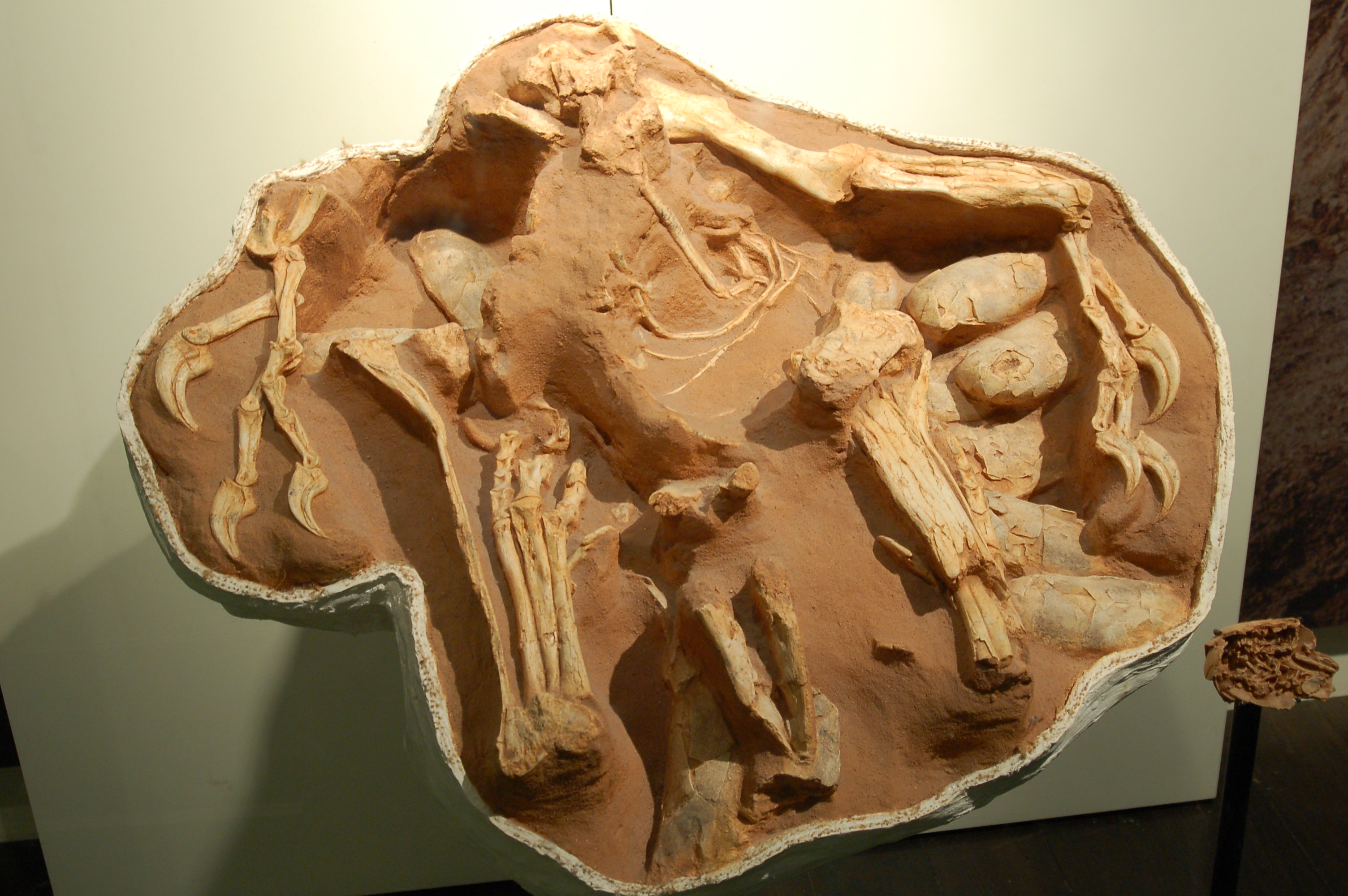
Egy fészkelő Citipati osmolskae példány

Bár a fosszilizálódott dinoszaurusz tojások aránylag ritkák, az oviraptoridák tojásai aránylag jól ismertek. Több oviraptorida fészket, tojást és embriót is felfedeztek, főként a Góbi-sivatag felszínén. Az Oviraptor philoceratops és a Citipati osmolskae egyes példányai költő helyzetben kerültek elő. A fészekaljnyi tojás felett elhelyezkedő költő példányok a lábaikat szimmetrikusan szétterpesztették a fészek oldalain, a mellsőkkel lefedve a fészek peremét. Ez a költő helyzet napjainkban csak a madaraknál ismert, és igazolja a viselkedési kapcsolatot a madarak és a theropoda dinoszauruszok között.
Az oviraptorida tojások megnyúlt ovális alakúak és a mintázatukat, illetve a héjszerkezetüket illetően a futómadarak (például a strucc) tojásaira emlékeztetnek. A fészekben a tojások általában párokban helyezkedtek el koncentrikus körbe rendezve, három rétegben, a számuk pedig egyes fajoknál akár 22 is lehetett. A Citipati 18 centiméteres tojásai a legnagyobb ismert oviraptorida tojások. Ettől eltérően az Oviraptor tojásai csak a 14 centimétert érik el.

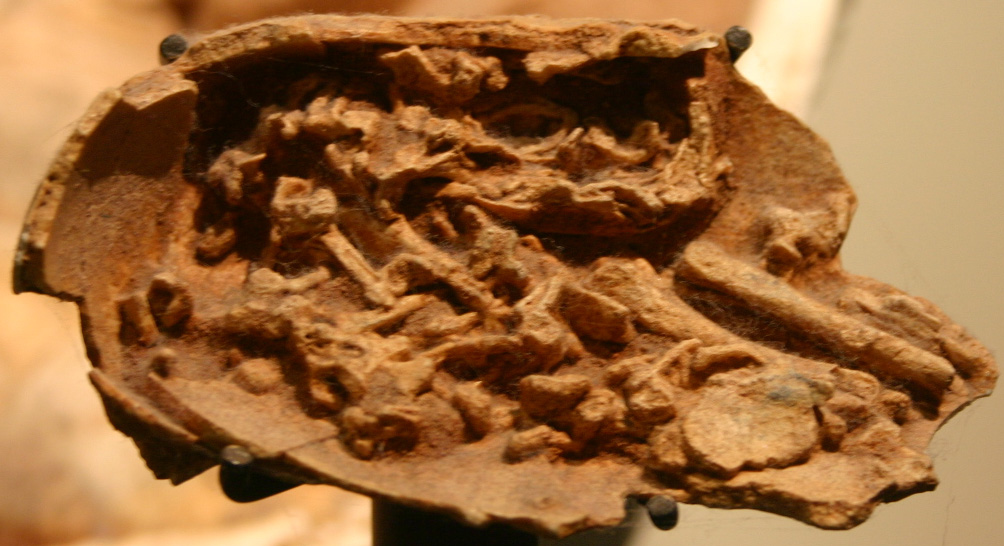
A Citipati osmolskae tojása a benne levő embrióval

Az oviraptoridák a nevüket (melynek jelentése „tojásrabló”) ironikus módon a hozzájuk kapcsolódó tojásokról kapták. Az első oviraptorida (Oviraptor) tojásokat a ceratopsia dinoszauruszok közé tartozó Protoceratops közelében találták meg, ezért arra következtettek, hogy az oviraptoridák a ceratopsiák tojásaival táplálkoztak. A tévedés csak 1993-ban derült ki, amikor egy Citipati embriót fedeztek fel az egyik Protoceratopsénak hitt tojásban. Mark Norell és szerzőtársai, akik felismerték, hogy az embrió egy oviraptorida, a leletet 2001-ben a premaxilla (a felső állcsont elején levő csontszerkezet) függőleges helyzete alapján a Citipatihoz kapcsolták, mivel ez a tulajdonság csak erre a nemre jellemző. Az embriót tartalmazó tojás, alig 12 centiméteres hosszával kisebb volt a legtöbb ismert Citipati tojásnál, de részben erodálódott és három darabra tört, ami megnehezíti az eredeti méretére vonatkozó pontos becslés elvégzését. Egyébiránt ez a tojás, melynek héjszerkezete megegyezett a többi oviraptorida tojáséval egy különálló és szintén körkörös elrendezésű fészekből került elő.

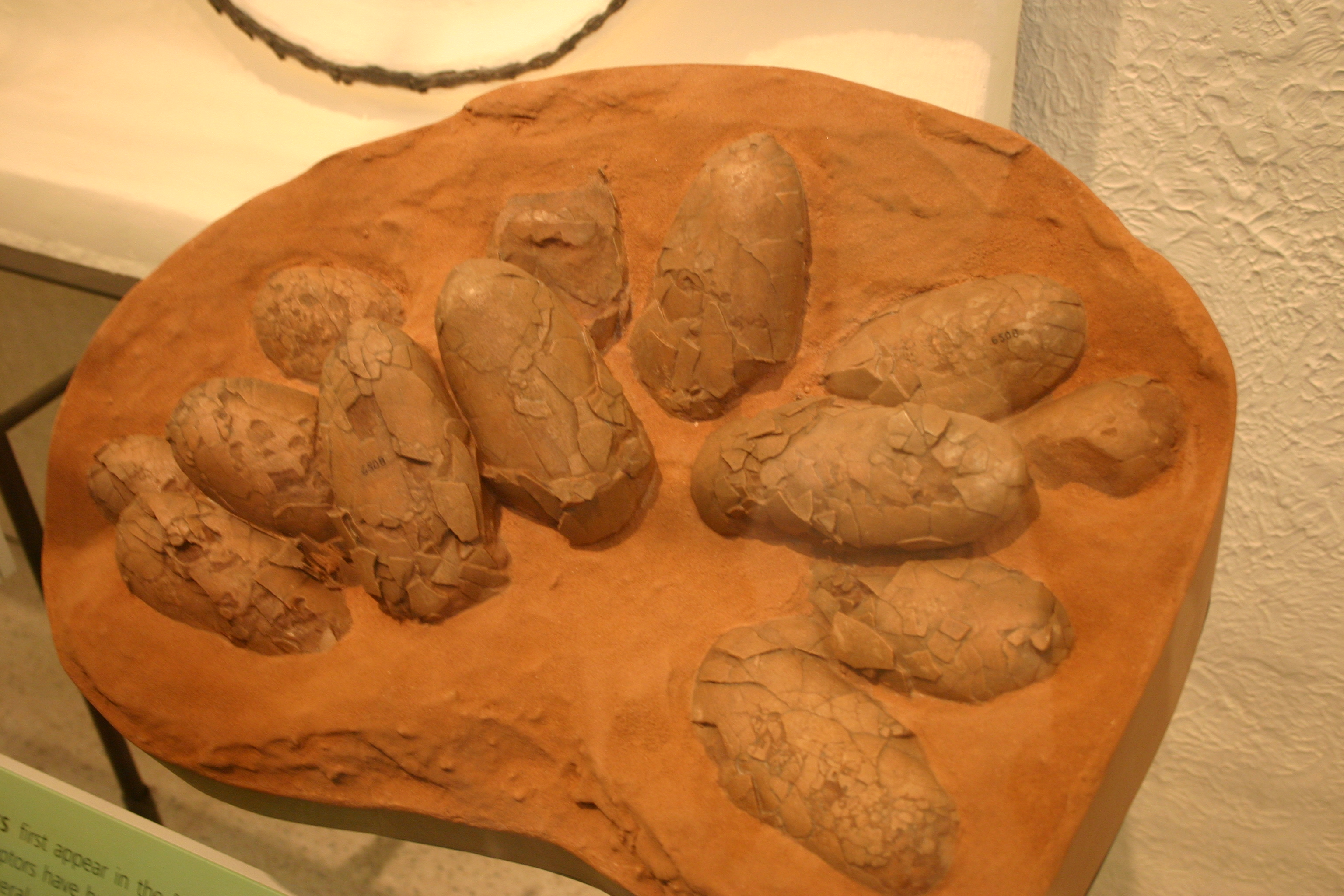
Az Oviraptor philoceratops fészke (az AMNH FR 6508 jelzésű lelet)

Egy 2005-ben leírt kínai oviraptorosaurus példány két, a csípőjénél levő, lerakásra váró tojással együtt került elő. Ez arra utal, hogy a modern krokodiloktól eltérően az oviraptorosaurusok nem egyszerre hozták létre és rakták le a tojásaikat. Ehelyett a tojások kettesével jöttek létre a szaporítószervekben és a lerakásuk is kettesével történt, amihez a nőstény a fészek közepén állva körben elfordult. Ezt a viselkedést igazolja az a tény, hogy az ovális alakú tojások keskenyebb vége a lerakási helyzetben, a tojócsővel ellentétes irányban, a fészek közepe felé mutat.
A szülőcsatornában megmaradt két héjas tojás azt mutatja, hogy az oviraptorosaurusok szaporodásbiológiája átmenetet képezett a krokodiloké és a modern madaraké között. A krokodilokhoz hasonlóan az oviraptorosaurusoknak két tojócsövük volt. Ezzel ellentétben, amíg a krokodilok tojócsövenként egyszerre több héjas tojást hoznak létre, addig az oviraptorosaurusoknál a madarakhoz hasonlóan tojócsövenként egy időben csak egy tojás jött létre.

### Tollak
Az oviraptoridák valószínűleg tollasak voltak, mivel a közeli rokonaikat (Caudipteryxet és valószínűleg a Protarchaeopteryxet is) tollak lenyomataival együtt találták meg. Egy másik erre utaló lelet a Nomingiával felfedezett pygostyle, egy, a farok végén levő csigolyák összenövésével keletkezett csont, ami a madaraknál a legyezőszerű farktollak megtartására szolgál. Emellett a költő Citipati végtagjainak elhelyezkedése jóval hasznosabb lehetett, ha a tojásokat takaró karokat tollak borították.

## Fordítás
- Ez a szócikk részben vagy egészben a Oviraptoridae című angol Wikipédia-szócikk ezen változatának fordításán alapul.  Az eredeti cikk szerkesztőit annak laptörténete sorolja fel. Ez a jelzés csupán a megfogalmazás eredetét és a szerzői jogokat jelzi, nem szolgál a cikkben szereplő információk forrásmegjelöléseként.